# Adam DeVine
Adam DeVine, né le 7 novembre 1983 à Waterloo dans l'Iowa, est un acteur, scénariste, producteur et humoriste américain.
Il est un des co-créateurs et acteurs de la série Workaholics. De 2013 à 2018, il incarne Andy Bailey dans la série Modern Family.

## Biographie
Adam Patrick DeVine naît à Waterloo dans l'Iowa de Dennis et Penny DeVine. Il a une jeune sœur qui se prénomme Brittani DeVine.
Il est diplômé de la Millard South High School à Omaha dans le Nebraska, en 2002. Il a par la suite fréquenté la Orange Coast College (en) avec son ami et collègue de longue date Blake Anderson (en). Il a ensuite déménagé à Los Angeles, où il a commencé à travailler comme acteur.
En juin 1995, quand il avait 11 ans, DeVine a été heurté par un camion de ciment en traversant la rue, accident lui causant plusieurs fractures aux jambes qui ont nécessité de multiples chirurgies sur trois ans. Il lui fallut deux ans pour réapprendre à marcher .

### Vie personnelle
Depuis janvier 2015, il est en couple avec l'actrice Chloe Bridges.
Il annonce leur fiançailles fin 2019[réf. nécessaire]. Ils se marient en octobre 2021.
Le 22 décembre 2021, il annonce son mariage avec Chloé Bridges sur son compte Instagram.
En octobre 2023, ils annoncent attendre leur 1er enfant sur Instagram.

## Filmographie

### Acteur

#### Cinéma
- 2007 : Mama's Boy de Tim Hamilton : Alhorn
- 2009 : Ratko: The Dictator's Son (en) de Savage Steve Holland : Chris
- 2011 : National Lampoon's 301: The Legend of Awesomest Maximus (en) de Jeff Kanew : Ephor
- 2012 : The Hit Girls (Pitch Perfect) de Jason Moore : Bumper Allen
- 2014 : Nos pires voisins (Neighbors) de Nicholas Stoller : le gars du bière-pong
- 2014 : Break Point (film) (en) de Jay Karas : Nick
- 2015 : Scream Girl (The Final Girls) de Todd Strauss-Schulson : Kurt
- 2015 : Pitch Perfect 2 de Elizabeth Banks : Bumper Allen
- 2015 : Le Nouveau Stagiaire (The Intern) de Nancy Meyers : Jason
- 2016 : The Boyfriend : Pourquoi lui ? (Why Him?) de John Hamburg : Tyson Modell
- 2016 : Hors contrôle (Mike and Dave Need Wedding Dates) de Jake Szymanski : Mike Stangle
- 2018 : When We First Met d'Ari Sandel : Noah Ashby
- 2018 : Game Over, Man! de Kyle Newacheck : Alexxx
- 2019 : Magic Camp de Mark Waters : Andy Duckerman
- 2019 : Isn't It Romantic de Todd Strauss-Schulson : Josh
- 2019 : Jexi : Phil
- 2023 : Gangsters par alliance (The Out-Laws) de Tyler Spindel : Owen

#### Télévision
Séries télévisées
- 2006-2008 : Crossbows and Mustaches : Steve Wolf / Steve Jobs (10 épisodes)
- 2007 : The Minor Accomplishments of Jackie Woodman (en) : Toby (épisode 1, saison 2)
- 2007 : Nick Cannon Presents: Short Circuitz (en) : Teen (1 épisode)
- 2009 : Samantha qui ? : Tyler (2 épisodes)
- 2009 : Better Off Ted : Josh (1 épisode)
- 2011-2017 : Workaholics : Adam DeMamp (86 épisodes)
- 2013 : Community : Willy (1 épisode)
- 2013-2018 : Modern Family : Andy (21 épisodes)
- 2013 : Arrested Development : Starsky (1 épisode)
- 2015 : Sin City Saints (en) : Matty (saison 1, épisode 6)
- 2015 : Drunk History : Pavel Belyayev (saison 3, épisode 13)
- 2019- :  The Righteous Gemstones : Kelvin Gemstone
- 2022 : Pitch Perfect : Bumper in Berlin : Bumper Allen

Téléfilm
- 2008 : 420 Special: Attack of the Show! from Jamaica de Kyle Newacheck : Bull Doozer

#### Doublage
- 2006 : Mail Order Comedy : plusieurs personnages
- 2009 : Better Off Ted : Josh (1 épisode)
- 2011 : Traffic Light : Tobey (1 épisode)
- 2011-2015 : Workaholics : Adam DeMamp (66 épisodes)
- 2012 : Tron : La Révolte : Galt (1 épisode)
- 2013-2015 : Uncle Grandpa : Steve Pizza (47 épisodes)
- 2014 : Sanjay et Craig : Elmer Raskawitz Boosh
- 2014 : American Dad! : le présentateur du tournoi de karaté Christoff (2 épisodes)
- 2014-2015 : Penn Zero : Héros à mi-temps : Boone Wiseman (38 épisodes)
- 2015 : Steven Universe : Steve Pizza (1 épisode)
- 2017-2021 : Vampirina : Poltergeist Pat
- 2019 : Les Œufs verts au jambon : Sam C'est-Moi (Sam I Am en V.O)
- 2023 : Captain Fall (en) : Tanner Fall
- 2025 : Fixed de Genndy Tartakovsky : Bull

### Scénariste
- 2006-2008 : Crossbows and Mustaches (10 épisodes, créateur)
- 2007 : Online Nation (1 épisode)
- 2008 : Super Seniors (créateur)
- 2008 : 420 Special: Attack of the Show! from Jamaica
- 2008 : The Dude's House (3 épisodes, créateur)
- 2008 : Live at Gotham (1 épisode)
- 2011-2015 : Workaholics (66 épisodes, créateur)
- 2013 : Adam DeVine's House Party (8 épisodes, créateur)

### Producteur
- 2008 : Crossbows and Mustaches (9 épisodes)
- 2008 : The Dude's House (3 épisodes)
- 2011-2014 : Workaholics (52 épisodes)
- 2013 : Adam DeVine's House Party (8 épisodes)

## Distinctions
Sauf indication contraire, les informations mentionnées dans cette section peuvent être confirmées par la base de données cinématographiques IMDb,  présente dans la section « Liens externes ».
| Année | Évènement              | Catégorie                                               | Travail nommé   | Résultat   |
| ----- | ---------------------- | ------------------------------------------------------- | --------------- | ---------- |
| 2013  | Teen Choice Awards     | Meilleur méchant au cinéma                              | The Hit Girls   | Lauréat    |
| 2013  | Teen Choice Awards     | Révélation de l'année au cinéma                         | The Hit Girls   | Nomination |
| 2014  | Young Hollywood Awards | Comédien de l'année                                     | Workaholics     | Nomination |
| 2014  | Young Hollywood Awards | Meilleur trio avec Anders Holm et Blake Anderson        | Workaholics     | Nomination |
| 2014  | Teen Choice Awards     | Meilleur voleur de scène[Quoi ?]                        | Modern Family   | Nomination |
| 2015  | Teen Choice Awards     | Meilleur baiser avec Rebel Wilson                       | Pitch Perfect 2 | Nomination |
| 2015  | Teen Choice Awards     | Meilleur voleur de scène[Quoi ?]                        | Pitch Perfect 2 | Nomination |
| 2015  | Gold Derby Awards      | Meilleur acteur invité dans une série télévisée comique | Modern Family   | Nomination |
| 2016  | CinemaCon              | Star comique de l'année avec Zac Efron et Anna Kendrick | Adam DeVine     | Lauréat    |
| 2016  | MTV Movie Awards       | Meilleur baiser avec Rebel Wilson                       | Pitch Perfect 2 | Lauréat    |
| 2017  | People's Choice Awards | Acteur de télévision par câble préféré                  | Adam DeVine     | Nomination |
| 2017  | MTV Movie & TV Awards  | Meilleure interprétation comique                        | Workaholics     | Nomination |